# Gyroneuronella kokujewii
Gyroneuronella kokujewii är en stekelart som beskrevs av Baker 1917. Gyroneuronella kokujewii ingår i släktet Gyroneuronella och familjen bracksteklar. Inga underarter finns listade i Catalogue of Life.